# Minanapis talinay
Minanapis talinay är en spindelart som beskrevs av Norman I. Platnick och Forster 1989. Minanapis talinay ingår i släktet Minanapis och familjen Anapidae. Inga underarter finns listade i Catalogue of Life.